# Schizoretepora pungens
Schizoretepora pungens är en mossdjursart som först beskrevs av Canu och Bassler 1925.  Schizoretepora pungens ingår i släktet Schizoretepora och familjen Phidoloporidae. Inga underarter finns listade i Catalogue of Life.